# Szlezwik Północny

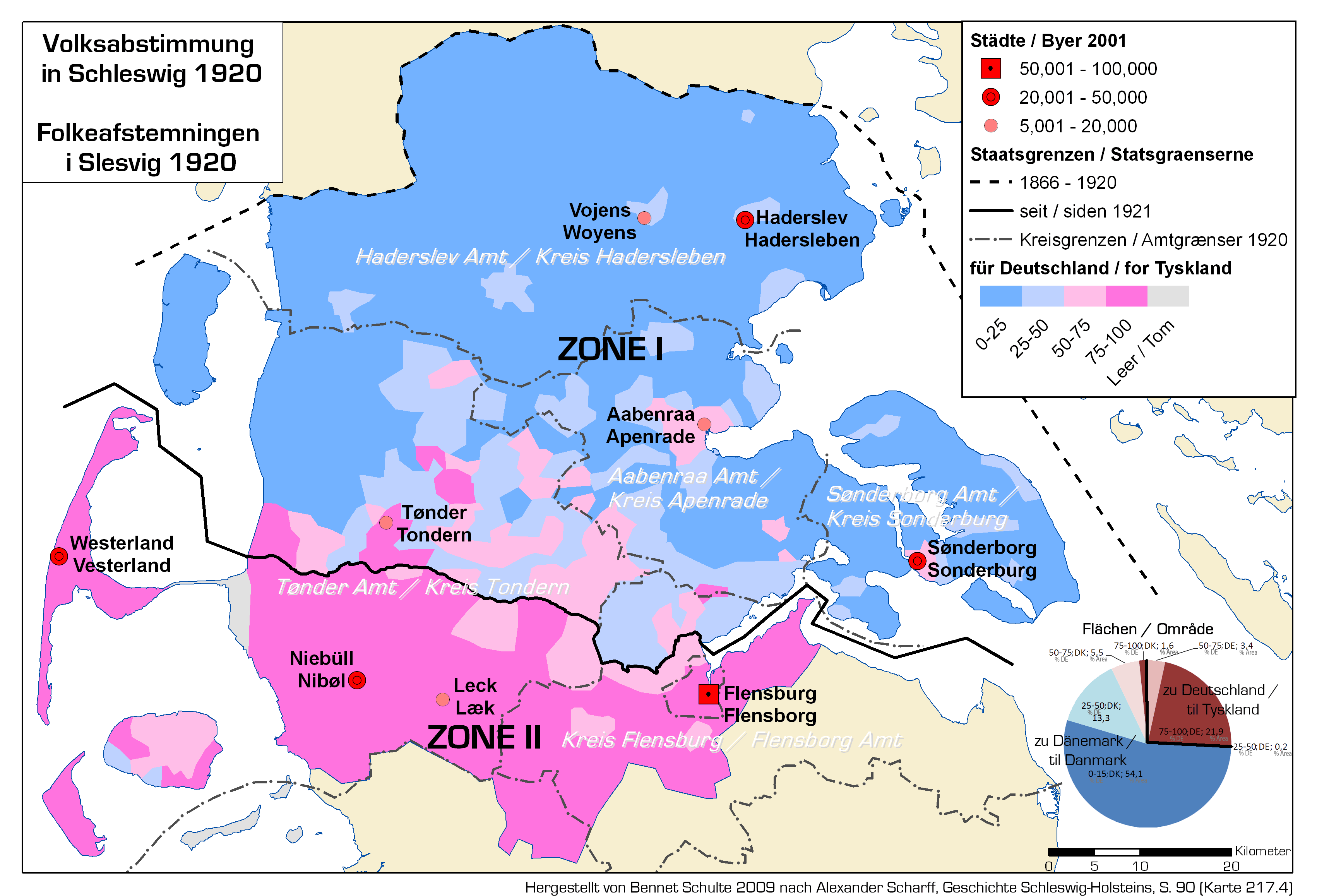
Wyniki plebiscytu w Szlezwiku Północnym w 1920 r.

Szlezwik Północny (duń. Nordslesvig) – region geograficzny w Danii.
W 1864 Królestwo Prus i Austria zdobyły ten region na Danii. Po I wojnie światowej Północny Szlezwik powrócił do Danii, a w czasie II wojny był okupowany przez Niemców.
Obecnie znowu należy do Danii.